# 23992 Markhobbs
23992 Markhobbs è un asteroide della fascia principale. Scoperto nel 1999, presenta un'orbita caratterizzata da un semiasse maggiore pari a 2,3162269 UA e da un'eccentricità di 0,1878630, inclinata di 5,31391° rispetto all'eclittica.